# Edith Macefield
Edith Macefield née le 21 août 1921 et morte le 15 juin 2008 est une défenseure de l’immobilier qui a attiré l’attention en 2006 lorsqu’elle a refusé une offre d'un million de dollars pour vendre sa maison afin de faire place à un développement commercial dans le quartier Ballard de Seattle, Washington,,, (initialement déclaré comme un ensemble d’une valeur de 750 000 $). 
En conséquence, le projet de cinq étages a été construit autour de sa ferme de 108 ans, où elle est morte à 86 ans en 2008. Edith Macefield est devenue une sorte de héros populaire.
Après sa mort, Mme Macefield a légué sa maison au directeur de la construction du nouvel immeuble, Barry Martin (en), en reconnaissance de son amitié et de son rôle de gardien. Martin a dit au Seattle Post-Intelligencer : « Deux ou trois fois, elle a vraiment décidé de vendre et déménager et puis elle est tombée et s'est cassé des côtes. Ça l'a découragée et c’était juste trop de travail. »

## Biographie

### Jeunesse et enfance
Macefield est né en Oregon en 1921 et a appris le français, l’allemand et d’autres langues. Elle s’est enrôlée dans l’armée et a été envoyée en Angleterre, où elle a par la suite été retirée du service après que les fonctionnaires eurent découvert qu’elle n’avait pas 18 ans. Macefield resta en Angleterre où elle s’occupa d’orphelins de guerre, puis retourna à la maison, où elle prit soin de sa mère et travailla au Washington Dental Service.
Elle s’est mariée quatre fois, toutes en Europe. Elle a survécu à ses trois derniers maris et à son unique enfant (un fils qui est mort à 13 ans d’une méningite spinale) pendant des décennies.

## Macefield refuse de vendre sa maison à 1 million $
Macefield a refusé une offre de 1 million de dollars de vendre sa maison en 2006 pour faire place à un développement commercial dans le quartier Ballard de Seattle. Dans le processus, elle est devenue une sorte de héros populaire. Au lieu de cela, le projet de cinq étages a été construit autour de sa ferme de 108 ans, où elle est morte à l’âge de 86 ans du cancer du pancréas. La maison est située au 1438 NW 46th St.

## Héritage
Comme elle le voulait, elle est morte chez elle. Elle a été enterrée au cimetière Evergreen Washelli (en), à Seattle, aux côtés de sa mère, qui était morte en 1976 sur le même canapé qu’elle.
Curtis James d’Anchor Tattoo, un tatoueur de Ballard, a depuis créé un design basé sur la maison de Macefield en souvenir d’elle, et comme un engagement à, "s’accrocher à des choses qui sont importantes pour vous." En juin 2015, plus de 30 personnes auraient eu le tatouage,.
Le 26 mai 2009, des publicitaires de Disney ont attaché des ballons sur le toit de la maison de Macefield, en guise de lien promotionnel avec leur film, Là-haut, dans lequel la maison d’un veuf vieillissant est également entourée d’un développement imminent. Cependant, la scénarisation et la production de Up ont commencé en 2004, deux ans avant le refus de Macefield de vendre aux promoteurs immobiliers.
En juillet 2009, Barry Martin a vendu la maison à l’investisseur immobilier Greg Pinneo pour 310000 $. Pinneo avait l’intention d’utiliser la maison comme bureau pour diriger sa société de coaching immobilier Reach Returns. Cependant, le 13 mars 2015, la maison est passée par la vente aux enchères de forclusion et a par la suite été remis sur le marché. Pinneo n’avait pas remboursé les taxes sur la maison.
Le premier Macefield Music Festival a eu lieu le 5 octobre 2013 à Ballard. L’événement comprenait plusieurs genres musicaux, dans plusieurs lieux. Les promoteurs ont déclaré qu’il "sera un moyen abordable d’explorer le paysage actuel de la musique de Seattle tout en célébrant l’attitude inébranlable de la chère défunte Mme Macefield."
Un podcast de 99% Invisible (en) intitulé "Holdout" (#130) a parlé de l’histoire de Macefield.
BBC Radio 4 a diffusé une pièce, The Macefield Plot, écrite par Daniel Thurman, le 14 mai 2019 (reprise en juin 2021). Réalisé par David Hunter, il met en vedette Siân Phillips dans le rôle de Macefield et Stanley Townsend (en) dans celui de Barry Martin.